# Villefontaine
Villefontaine är en kommun i departementet Isère i regionen Auvergne-Rhône-Alpes i sydöstra Frankrike. Kommunen ligger i kantonen L'Isle-d'Abeau som tillhör arrondissementet La Tour-du-Pin. År 2022 hade Villefontaine 19 018 invånare.

## Befolkningsutveckling
Antalet invånare i kommunen Villefontaine
Referens:INSEE

## Vänorter
- Kahl am Main, Tyskland (1980)
- Bitterfeld-Wolfen, Tyskland (1994)
- Gremda, Tunisien (1994)
- Salzano, Italien (2009)